# The Target (The Wire)
«The Target» (traducido en español como «El objetivo») es el episodio piloto de la serie de televisión estadounidense The Wire. Se estrenó originalmente por HBO el 2 de junio de 2002. Fue escrito por David Simon a partir de una historia de Ed Burns y el propio Simon, y dirigido por Clark Johnson. El título se refiere a que el detective Jimmy McNulty fija su mirada en la organización de tráfico de drogas de Avon Barksdale y Stringer Bell como el objetivo de una investigación.

## Argumento
Jimmy McNulty, un detective de homicidios de Baltimore, observa el juicio de D'Angelo Barksdale, un joven traficante de drogas acusado del asesinato de "Pooh" Blanchard, miembro de bajo rango de una pandilla callejera. El primer testigo, William Gant, identifica a Barksdale, pero el testigo que corrobora, un guardia de seguridad llamado Nakeesha Lyles, cambia su historia y se niega a identificar a Barksdale. Por ello, el jurado emite un veredicto de absolución. El juez Phelan llama a McNulty a su despacho, donde McNulty revela que él se ha dado cuenta de que Avon Barksdale, tío de D'Angelo Barksdale, y Stringer Bell están relacionados con muchos asesinatos y le dice a Phelan que él cree que son los principales actores en el comercio de drogas de Baltimore Oeste. McNulty insiste en que nadie está investigando su organización, y Phelan llama al subcomisionado Ervin Burrell. El Comandante William Rawls está indignado por la evasión de McNulty de la cadena de mando, y le obliga a escribir el informe en el que Burrell solicita los asesinatos de Barksdale. El Sargento Landsman llega por la mañana advirtiendo a McNulty que su comportamiento podría terminar en una reasignación. McNulty revela que su mayor pesadilla sería trabajar en "el barco", la unidad de patrulla costera del Departamento de Policía de Baltimore.
Wee-Bey Brice conduce a D'Angelo al club de estriptis de Orlando, una tapadera de la Organización Barksdale. Cuando D'Angelo discute sobre el juicio en el coche de Wee-Bey, éste se detiene y le recuerda las reglas: no se discute nada sobre el negocio en el coche, por teléfono, o en cualquier lugar que no sea seguro de escuchas. En el club, Avon reprende a D'Angelo por cometer un asesinato innecesario y público, costándole a la organización tiempo, esfuerzo y dinero. Cuando D'Angelo llega a las torres, Stringer le dice que ha sido degradado a liderar un equipo en las casas bajas, donde trabajan Bodie Broadus, Poot Carr y el joven Wallace.
El teniente de narcóticos Cedric Daniels es escogido por Burrell para organizar una investigación detallada sobre la operación Barksdale. Burrell quiere mantener la investigación rápida y sencilla, apaciguar al juez Phelan sin llegar a ser arrastrados a un caso prolongado y complejo. Daniels escoge a los detectives de narcóticos "Kima" Greggs, Herc Hauk y Ellis Carver para trabajar con él. Rawls envía a McNulty a unirse a ellos, además del detective de homicidios Michael Santangelo, uno de los más ineptos de su unidad. McNulty visita a otro contacto para buscar ayuda con la investigación de los Barksdales - el Agente Especial del FBI "Fitz" Fitzhugh. Fitz muestra a McNulty el avanzado equipo de vigilancia del FBI, pero revela que las investigaciones sobre la droga en el departamento están llegando a su fin, porque los recursos están siendo desviados a la guerra contra el terrorismo. McNulty se opone al plan de arrestos de Daniels y sugiere el uso de una escucha telefónica para obtener una condena. Sin embargo, Daniels sigue las órdenes que se le han dado, e insiste en que el camino a seguir es una investigación rápida y simple, sugiriendo también investigar con detalle antiguos asesinatos para obtener una conexión a Barksdale .
McNulty va a beber con su compañero de homicidios Bunk Moreland y se queja de su exesposa, que hace que sea difícil para él ver a sus dos hijos. Greggs vuelve a casa con su pareja Cheryl. Un drogadicto llamado Bubbles y su protegido Johnny compran drogas con dinero falso, pero cuando tratan de repetir la estafa, Bodie y los suyos le dan una paliza a Johnny. Bubbles es también un informante confidencial de Greggs, y se compromete a darle información sobre la organización de Barksdale como venganza por la paliza. Al inicio de su segundo día de trabajo en el "hoyo", D'Angelo se sorprende al encontrar el cuerpo asesinado de William Gant tirado en la calle.

## Producción

### Epígrafe
Giving a **** when it ain't your turn to give a ****. – McNulty

Esta frase proviene de una conversación en la que McNulty critica su colega Bunk Moreland por coger un caso de homicidio que podría haber evitado - no siendo su turno en la rotación para tomar el siguiente caso. Bunk llevó el caso porque sabía que el cadáver fue encontrado en una casa, lo que estadísticamente le da una mayor oportunidad de resolver el caso que si se hubiera encontrado la víctima al aire libre. La conversación es irónica ya que McNulty ha roto las reglas de una manera mucho más grave por eludir la cadena de mando.

### Ubicaciones
La escena inicial (la escena del crimen de Snot Boogie) fue filmada en la esquina de Fulton y Lexington en Baltimore Oeste. Las escenas que transcurren en el club de estriptis de Orlando fueron filmadas en el Ritz en Fell's Point.

### Créditos

#### Reparto principal
El reparto principal está formado por Dominic West (Jimmy McNulty), John Doman (William Rawls), Idris Elba (Stringer Bell), Frankie Faison (Ervin Burrell), Larry Gilliard, Jr. (D'Angelo Barksdale), Wood Harris (Avon Barksdale), Deirdre Lovejoy (Rhonda Pearlman), Wendell Pierce (Bunk Moreland), Lance Reddick (Cedric Daniels), Andre Royo (Bubbles), y Sonja Sohn (Kima Greggs).

#### Otros protagonistas
| - Peter Gerety como Juez Daniel Phelan - Seth Gilliam como Detective Ellis Carver - Domenick Lombardozzi como Detective Thomas "Herc" Hauk - Leo Fitzpatrick como Johnny Weeks - J. D. Williams como Preston "Bodie" Broadus - Hassan Johnson como Roland "Wee-Bey" Brice - Michael B. Jordan como Wallace - Clayton LeBouef como Wendell "Orlando" Blocker - Melanie Nicholls-King como Cheryl - Doug Olear como Agente Especial del FBI Terrance "Fitz" Fitzhugh | - Delaney Williams como Sargento Jay Landsman - Richard De Angelis como Comandante Raymond Foerster - Wendy Grantham como Shardene Innes - Michael Kostroff como Maurice Levy - Michael Salconi como Detective Michael Santangelo - Ingrid Cornell como Nakeesha Lyles - Larry Hull como William Gant - Lucy Newman-Williams como Asistente del Fiscal Taryn Hansen - Michael Stone Forrest como Detective Frank Barlow |

Muchos de los actores que aparecen en la serie previamente habían trabajado en Homicide: Life on the Street y Oz. Además de Reddick y Harris, otros actores que aparecieron en Oz fueron Seth Gilliam (Ellis Carver) y J.D. Williams (Bodie Broadus). Peter Gerety (Juez Phelan) y Clayton LeBouef (Orlando) fueron personajes principales en Homicide, serie en la que también apareció Delaney Williams (Sgt. Jay Landsman). Este episodio fue el primero de varios dirigido por Clark Johnson, también actor en Homicide y en la quinta temporada de The Wire. Larry Hull, personaje estrella en The Corner, interpreta al testigo William Gant.